# Хобарт (Вашингтон)
Хобарт (енгл. Hobart) насељено је место без административног статуса у америчкој савезној држави Вашингтон.

## Демографија
По попису из 2010. године број становника је 6.221, што је 30 (-0,5%) становника мање него 2000. године.
| Група             | 2000.         | 2010.         |
| Белци             | 5.871 (93,9%) | 5.581 (89,7%) |
| Афроамериканци    | 51 (0,8%)     | 76 (1,2%)     |
| Азијати           | 57 (0,9%)     | 130 (2,1%)    |
| Хиспаноамериканци | 101 (1,6%)    | 232 (3,7%)    |
| Укупно            | 6.251         | 6.221         |